# Un onorevole siciliano. Le interpellanze parlamentari di Leonardo Sciascia
Un onorevole siciliano. Le interpellanze parlamentari di Leonardo Sciascia è un'opera di Andrea Camilleri pubblicata nel 2009 dall'editore Bompiani.

## Trama

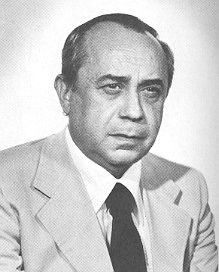
Leonardo Sciascia

In occasione del ventennale della morte di Leonardo Sciascia (1921–1989), un deputato siciliano veramente "onorevole", Camilleri rende omaggio al suo amico, rievocando le interpellanze che lo scrittore di Racalmuto rivolse al Governo, come rappresentante del Partito Radicale, dal 15 dicembre 1979 al 31 gennaio 1983.
Dai temi trattati nelle interrogazioni di Sciascia, soprattutto quelle riguardanti la delinquenza mafiosa, Camilleri evidenzia l'estrema attualità di quei problemi che l'Italia di oggi non è stata ancora in grado di risolvere sorda com'era, e com'è, alle parole di chi l'amava.

## Edizioni
- Andrea Camilleri, Un onorevole siciliano. Le interpellanze parlamentari di Leonardo Sciascia, Milano, Bompiani, 2009,  p. 192, ISBN 978-88-452-6351-4.